# Шпаківка
Шпакі́вка (до 1939 — Греківка) — село в Україні, у Оскільській сільській територіальній громаді Ізюмського району Харківської області. Населення становить 15 осіб. До 2020 орган місцевого самоврядування — Малокомишуваська сільська рада.

## Географія
Село Шпаківка знаходиться на правому березі річки Сіверський Донець, вище за течією на відстані 3 км розташоване село Семенівка, нижче за течією на відстані 3 км розташоване село Донецьке, на відстані 2 км від села розташоване село Топольське. На відстані 1 км від села проходять автомобільні дороги Р79 і Т 2122. До села примикають невеликі лісові масиви (дуб).

## Історія
1779 рік - дата першої згадки села
Під час організованого радянською владою Голодомору 1932—1933 років померло щонайменше 25 жителів села.
1930 — перейменоване в село Шпаківка.
19 липня 2020 року, в результаті адміністративно-територіальної реформи та ліквідації Ізюмського району (1923—2020), село увійшло до складу новоутвореного Ізюмського району.

## Економіка
- Молочно-товарна ферма.

## Населення
Згідно з переписом УРСР 1989 року чисельність наявного населення села становила 12 осіб, з яких 3 чоловіки та 9 жінок.
За переписом населення України 2001 року в селі мешкало 15 осіб.

### Мова
Розподіл населення за рідною мовою за даними перепису 2001 року:
| Мова       | Відсоток |
| ---------- | -------- |
| українська | 73,33 %  |
| російська  | 26,67 %  |